# Erdbeben in Haiti 2021
Am 14. August 2021 kam es um 8:29 Uhr Ortszeit zu einem schweren Erdbeben in Haiti mit einer Magnitude von 7,2 MW. Durch das Beben starben mindestens 2.248 Menschen und 12.763 wurden zum Teil schwer verletzt. Verschlimmert wurden die Auswirkungen des Erdbebens durch das tropische Tief Grace, das zwei Tage nach dem Erdbeben für Starkregenfälle auf Haiti sorgte.

## Tektonik

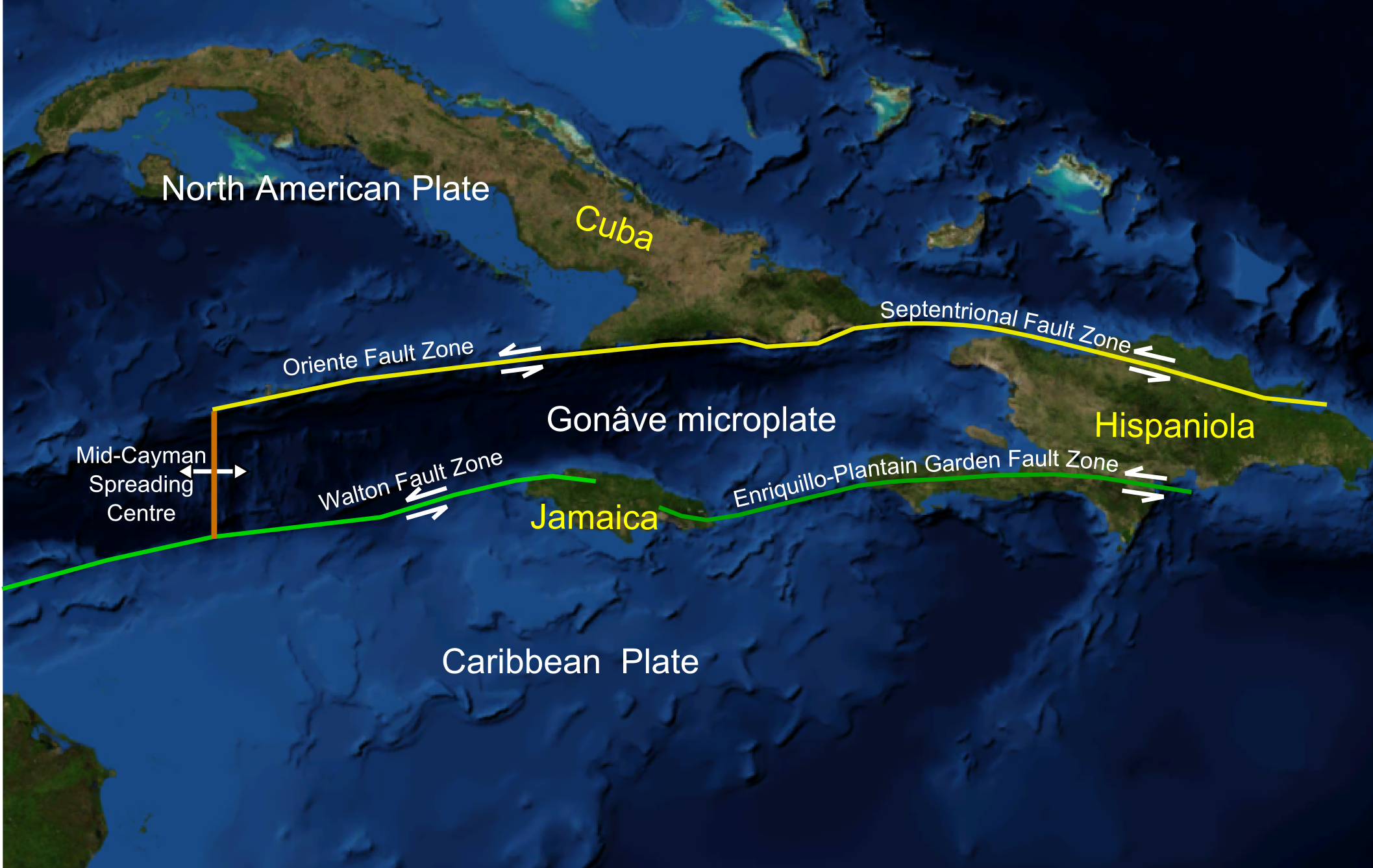
Durch Haiti verlaufende Verwerfungen

Das Epizentrum des Bebens lag etwa 37 Kilometer nordöstlich der Großstadt Les Cayes und 125 Kilometer westlich der haitianischen Hauptstadt Port-au-Prince. Das Hypozentrum wird in einer Tiefe von 10 Kilometern verortet. Das Beben ereignete sich an der Enriquillo-Plantain-Garden-Verwerfung, in deren Nähe sich auch das Erdbeben vom 12. Januar 2010 ereignet hatte und bei dem über 300.000 Menschen ums Leben kamen. Das Beben von 2010 ereignete sich näher an der Hauptstadt, sein Epizentrum lag rund 75 Kilometer weiter östlich als das Epizentrum des Bebens von 2021. Bei Hispaniola dominieren im Grenzbereich zwischen der Nordamerikanischen Platte und der Karibischen Platte transversale und kompressive Kräfte. Die Konvergenz zwischen der Nordamerikanischen und der Karibischen Platte beträgt rund 20 Millimeter pro Jahr, wovon sich eine Bewegung von etwa 7 Millimeter pro Jahr an der Enriquillo-Plantain-Garden-Verwerfung bemerkbar macht. Der Herdvorgang war eine Aufschiebung mit Anteilen einer – wahrscheinlich sinistralen – Horizontalverschiebung.
Das Beben wurde auch auf Kuba, Jamaika und in der Dominikanischen Republik verspürt.
Es ereigneten sich über 900 Nachbeben, darunter mehrere mit Magnituden über 5 MW und etwa 400 mit Magnituden von 3 oder mehr.
| Zeitpunkt (UTC)             | Magnitude | Koordinaten          | Tiefe in km |
| --------------------------- | --------- | -------------------- | ----------- |
| 14. Aug. 2021, 12:29:08 Uhr | 7,2       | 18,408° N, 73,475° W | 10          |
| 14. Aug. 2021, 12:49:33 Uhr | 5,2       | 18,389° N, 73,825° W | 10,8        |
| 14. Aug. 2021, 16:08:03 Uhr | 5,1       | 18,540° N, 73,713° W | 10          |
| 14. Aug. 2021, 18:11:10 Uhr | 5,2       | 18.574°N, 73.622°W   | 8           |
| 15. Aug. 2021, 02:37:53 Uhr | 5,0       | 18.600°N, 73.581°W   | 10          |
| 15. Aug. 2021, 03:20:45 Uhr | 5,8       | 18.371°N, 74.099°W   | 12          |

## Opfer und Schäden

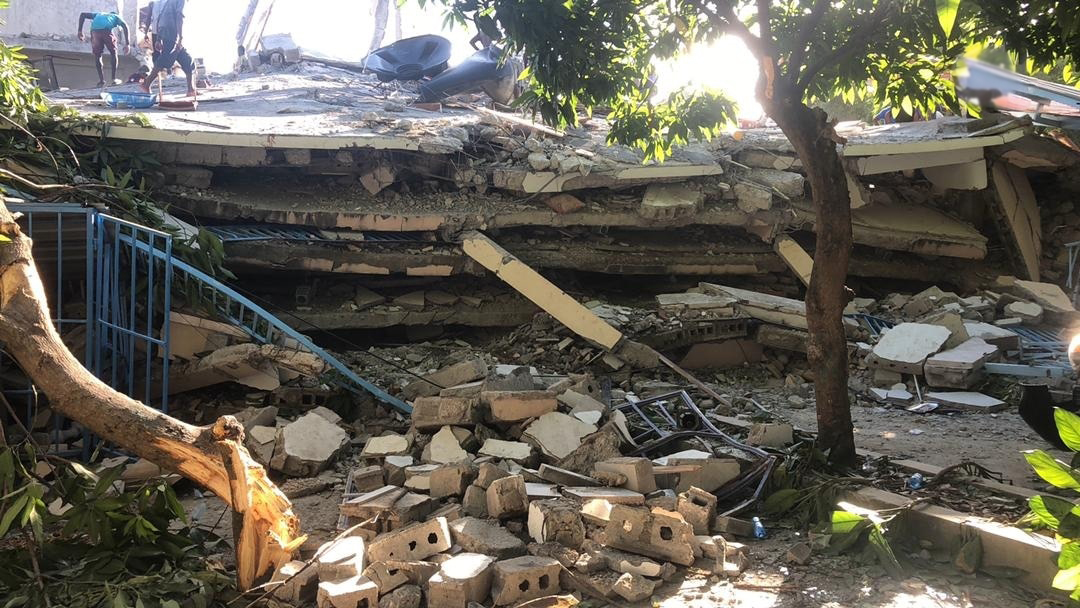
Ein durch das Erdbeben zerstörtes Haus

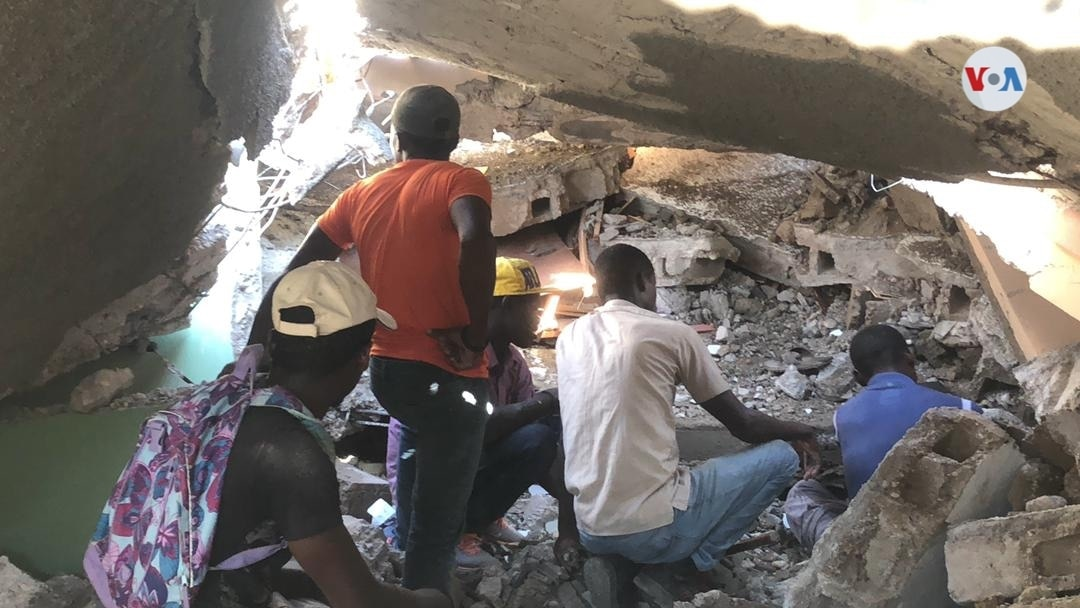
Haitianer in den Trümmern eines Hauses

Nach Angaben der United States Geological Survey (USGS) erreichte das Beben eine Intensität der Stufe IX auf der Modifizierten Mercalliskala. Ersten Berichten zufolge kamen mehrere Hundert Menschen ums Leben, viele Gebäude stürzten ein oder wurden beschädigt, Krankenhäuser waren vom Ansturm der Verletzten überfordert. Besonders stark betroffen sind die Départements Sud, Grand’Anse und Nippes sowie die Städte Les Cayes, Jérémie und Anse-à-Veau. Der Kontakt nach Petit-Trou-de-Nippes wurde durch zerstörte Telefonleitungen unterbrochen. Straßen wurden beschädigt, die Hauptstraße zwischen Les Cayes und Jérémie wurde durch einen Erdrutsch unpassierbar. In der Hauptstadt Port-au-Prince entstanden nur geringe Schäden.
Nach Angaben der haitianischen Katastrophenschutzbehörde (DGPC) kamen 2.248 Menschen ums Leben und 12.763 wurden zum Teil schwer verletzt. Zudem wurden 53.815 Häuser zerstört und 83.770 weitere beschädigt. Der wirtschaftliche Schaden der Katastrophe wurde auf 1,6 Milliarden US-Dollar geschätzt, was etwa 10 Prozent des Bruttoinlandsprodukts Haitis entspricht. Laut staatlichen Angaben waren in den Départements Sud, Grand’Anse und Nippes mindestens 650.000 Menschen auf humanitäre Soforthilfe angewiesen. Dies entsprach etwa 40 Prozent der dortigen Bevölkerung.
Der USGS zufolge ist ein Gebiet von über 100 km² mit einer relativ hohen Bevölkerungsdichte von einer möglichen Bodenverflüssigung betroffen.
Premierminister Ariel Henry rief einen einmonatigen Notstand aus.
Am 16. August wurde Haiti von dem tropischen Tief Grace getroffen, das die Auswirkungen des Erdbebens durch Starkregenfälle noch verschlimmerte. Gewarnt wurde vor großflächig auftretenden Regenmengen von 125 bis 250 Liter/m², mit lokalen Werten bis ca. 375 Litern/m². Da Haiti stark entwaldet ist, ist es besonders anfällig für Schlammlawinen und Erdrutsche infolge starker Regenfälle.

## Internationale Hilfeleistungen
Das Erdbeben traf ein bereits von vielen Krisen gezeichnetes Land, mit der COVID-19-Pandemie, Korruption, Ernährungsunsicherheit, volatiler Sicherheitslage und politischem Stillstand nach der Ermordung von Präsident Jovenel Moïse sechs Wochen zuvor. Dazu wurde zwischen 16. und 17. August das Eintreffen des tropischen Sturms Grace mit schwerem Niederschlag erwartet.
Noch am Tag des Bebens begannen Experten der US-amerikanischen Behörde für Internationale Entwicklung (USAID), von CARE International und der UNICEF damit, Schadens- und Bedarfsanalysen durchzuführen. US-Präsident Joe Biden versprach schnelle Hilfe durch die USA und richtete eine Krisenkoordination unter der Leitung von Samantha Power ein. Auch die Organisation Amerikanischer Staaten und weitere Länder boten Hilfeleistungen an. Das Internationale Rote Kreuz entsandte Hilfskräfte und die Panamerikanische Gesundheitsorganisation schickte ein Expertenteam.
Die Regierung Haitis bat um internationale Hilfe durch USAR-Teams und gab an, um weitere Unterstützung erst ansuchen zu wollen, wenn das ganze Ausmaß der Schäden bekannt ist.
In Absprache mit dem haitianischen Gesundheitsministerium wurde am 19. August durch die deutsche Hilfsorganisation  I.S.A.R. Germany e.V. in Zusammenarbeit mit der medizinischen Abteilung des BRH Bundesverband Rettungshunde e.V. ein sogenanntes „Emergency Medical Team“, eine von der Weltgesundheitsorganisation (WHO) verifizierte Helfergruppe mit spezialisierten Ärzten, Krankenschwestern, Sanitätern und Logistikern, mit einer Sondermaschine und elf Tonnen Ausrüstung, darunter auch eine Wasseraufbereitungsanlage, in das betroffene Katastrophengebiet für einen 14-tägigen Einsatz entsendet.